# Gröngölingar
För den romerska guden, se Picus (mytologi)
Gröngölingar (Picus) är ett släkte med fåglar inom familjen hackspettar som finns representerat i Europa, Asien och Nordafrika. 

## Utseende och ekologi
Gröngölingar är stora hackspettar med typiskt grön ovansida. De återfinns i skogsbiotoper eller öppnare skogsområden och häckar i trädhålor där de ofta lägger sina vita ägg på en bädd av träflisor.
Släktets arter är främst insektsätare där flera är specialiserade på att fånga myror eller termiter men vissa äter även frukt och ägg. Insekterna fångas med den snabelformade långa tungan som är täckt med små hullingar och ett kletig saliv. Släktet är mindre skogsbundet än många andra grupper med hackspettar och Picus-spettar födosöker ofta på marken.

## Arter inom släktet
Listan nedan med 13 arter följer AviList:
- Rödvingad gröngöling (Picus puniceus)
- Gulnackad gröngöling (Picus chlorolophus)
- Fjällig gröngöling (Picus squamatus)
- Indisk gröngöling (Picus xanthopygaeus)
- Rödhuvad gröngöling (Picus rabieri)
- Spetsgröngöling (Picus vittatus)
- Burmagröngöling (Picus viridanus)
- Japansk gröngöling (Picus awokera)
- Gråspett (Picus canus)
- Svarthuvad gröngöling (Picus erythropygius)
- Atlasgröngöling (Picus vaillantii)
- Iberisk gröngöling (Picus sharpei)
- Gröngöling (Picus viridis)

Tidigare inkluderades de tre arterna av grönspett som numera placeras i släktet Chrysophlegma, men DNA-studier visar att de inte är närmast släkt med arterna i Picus.